# Zbiornik wodny

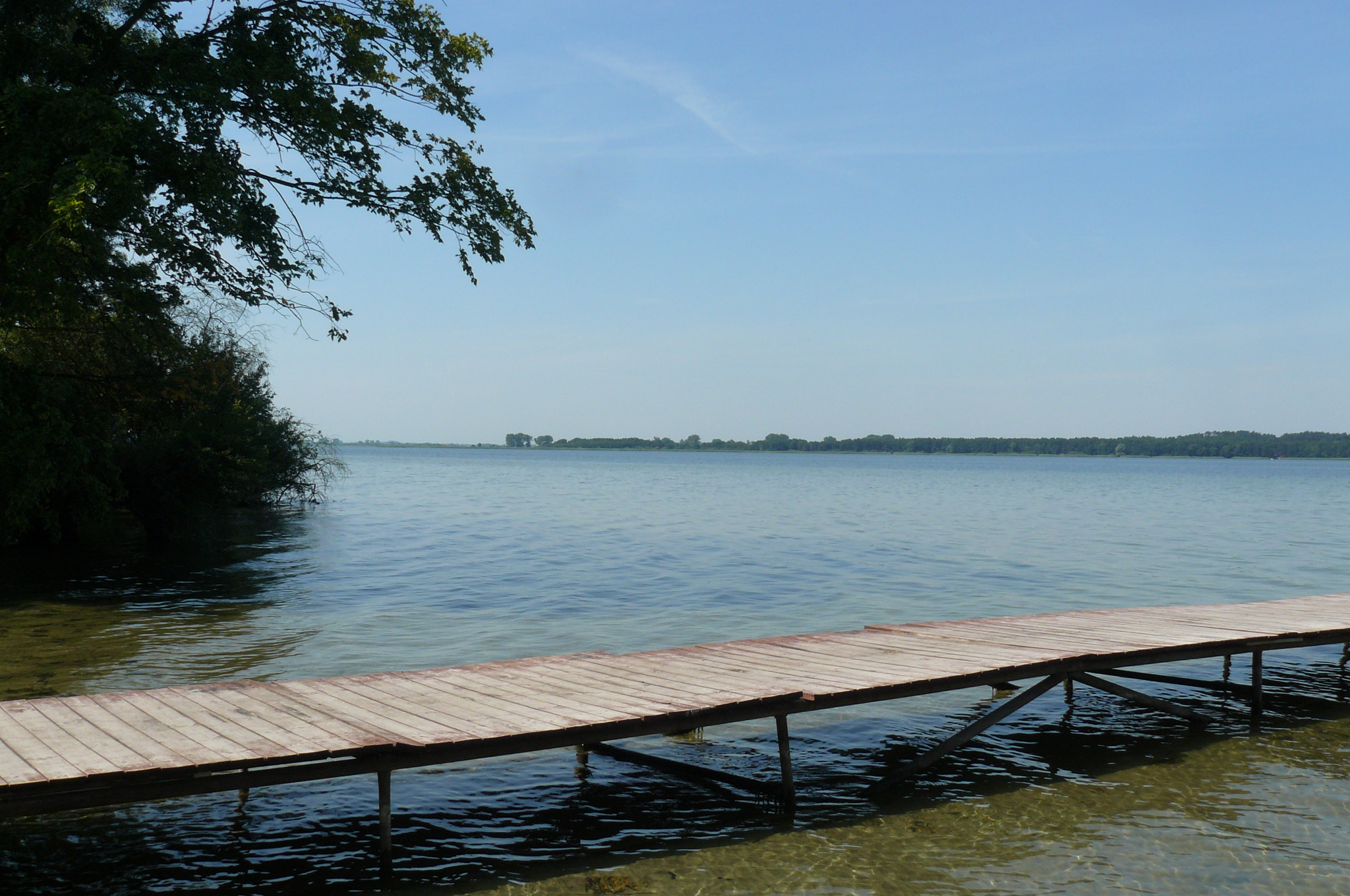
Jezioro Miedwie - przykład naturalnego zbiornika wodnego

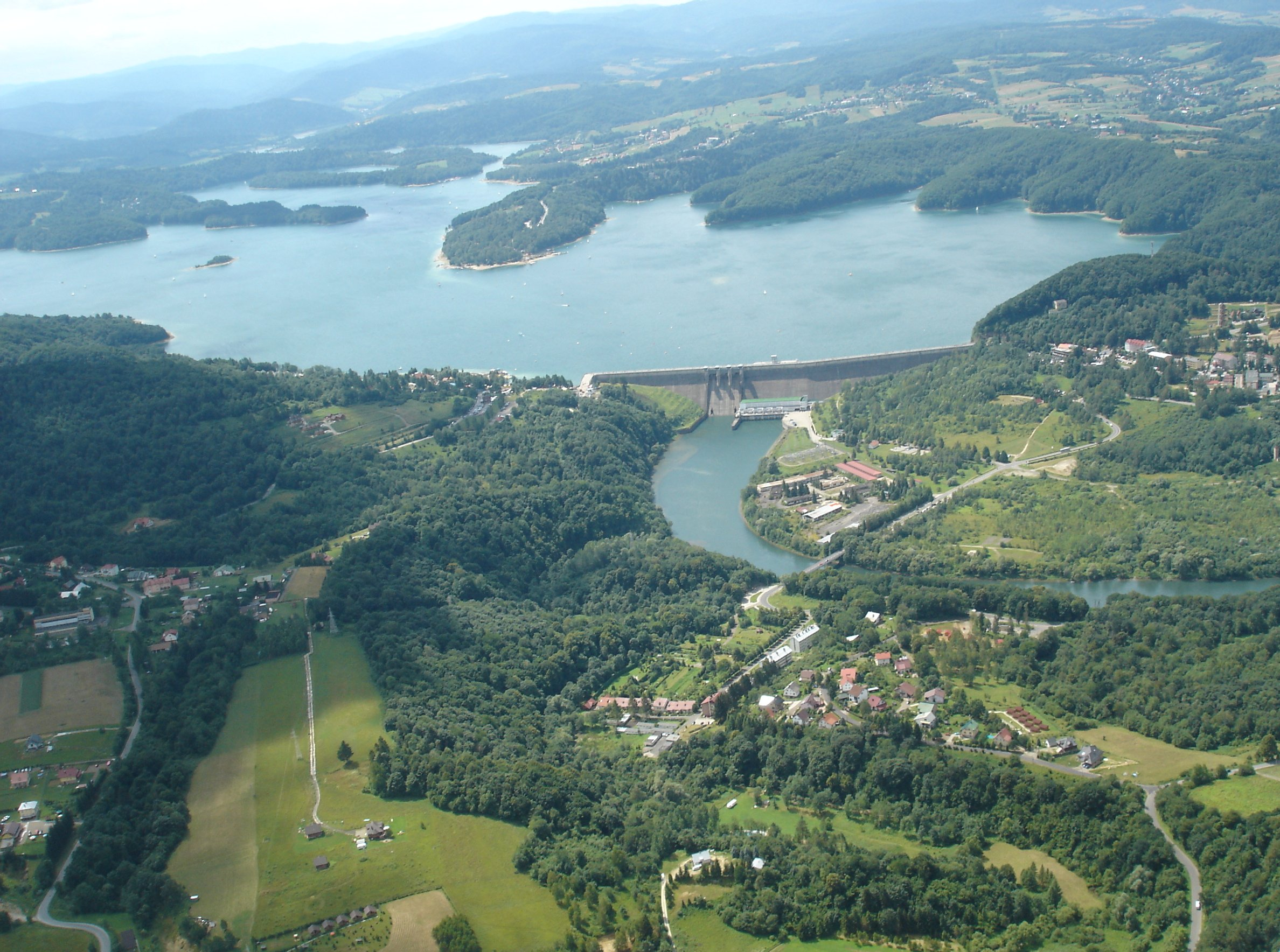
Jezioro Solińskie - przykład sztucznego zbiornika wodnego (widoczna zapora wodna)

Zbiornik wodny – zagłębienie terenu wypełnione wodą (w przeciwieństwie do cieków – wód płynących). 
Wyróżnia się zbiorniki wodne naturalne nazywane jeziorami oraz sztuczne zbiorniki wodne (zbiorniki antropogeniczne), które w zależności od sposobu powstania misy dzieli się na: zaporowe, poeksploatacyjne, groblowe, w nieckach z osiadania, zapadliskowe, poregulacyjne, sadzawki, baseny różnego typu. Sztuczne zbiorniki wodne też często zwane są jeziorami (np. Jezioro Czorsztyńskie, Jezioro Solińskie, Jezioro Zegrzyńskie).  
Zbiorniki wodne (zarówno naturalne jak i sztuczne) według kryterium przepływowości dzieli się na dopływowe, odpływowe, przepływowe i bezodpływowe. W innym podziale – według kryterium czasu funkcjonowania – wyróżnia się zbiorniki wodne stałe i okresowe (wysychające). 
Mianem zbiorników wodnych określa się czasami oceany i ich części tj. baseny morskie, morza, zatoki, zalewy, kanały morskie. 